# Davit Mujiri
Davit Mujiri (Georgisch: დავით მუჯირი) (Batoemi, 2 januari 1978) is een voormalig voetballer uit Georgië. Hij speelde als aanvallende middenvelder. Mujiri kwam onder meer uit voor Dinamo Tbilisi, FC Sheriff Tiraspol en SK Sturm Graz.

## Interlandcarrière
Mujiri speelde in de periode 1998-2008 in totaal 25 officiële interlands (één doelpunt) voor het Georgisch voetbalelftal. Hij maakte zijn debuut voor de nationale ploeg op 18 november 1998 in de vriendschappelijke interland tegen Estland, die met 3-1 werd gewonnen dankzij onder meer twee doelpunten van Micheil Asjvetia. Mujiri trad in die wedstrijd na 56 minuten aan als vervanger van Kakhaber Kvetenadze.
| Interlanddoelpunt | Interlanddoelpunt | Interlanddoelpunt | Interlanddoelpunt | Interlanddoelpunt | Interlanddoelpunt | Interlanddoelpunt |
| #                 | Datum             | Locatie           | Tegenstander      | Goal(s)           | Uitslag           | Wedstrijd         |
| ----------------- | ----------------- | ----------------- | ----------------- | ----------------- | ----------------- | ----------------- |
| 1                 | 16/08/2006        | Toftir, Faeröer   | Faeröer           | 16'               | 0–6               | EK-kwalificatie   |

## Erelijst
Dinamo Tbilisi
- Georgisch landskampioen

1995, 1996, 1997, 1998
- Georgisch bekerwinnaar

1995, 1996, 1997
- Georgische Supercup

1996, 1997
 FC Sheriff Tiraspol
- Moldavisch landskampioen

2001
- Moldavisch bekerwinnaar

2001
Persoonlijk
- Topscorer Divizia Națională (Moldavië)

2001 (17, doelpunten gedeeld met Ruslan Barburoș), 2002 (17 doelpunten)